# Správní obvod obce s rozšířenou působností Zábřeh
Správní obvod obce s rozšířenou působností Zábřeh je od 1. ledna 2003 jedním ze tří správních obvodů rozšířené působnosti obcí v okrese Šumperk v Olomouckém kraji. Čítá 28 obcí.
Město Zábřeh je zároveň obcí s pověřeným obecním úřadem, přičemž oba správní obvody jsou územně totožné.

## Seznam obcí
Poznámka: Města jsou vyznačena tučně.
- Bohuslavice
- Brníčko
- Drozdov
- Dubicko
- Horní Studénky
- Hoštejn
- Hrabová
- Hynčina
- Jedlí
- Jestřebí
- Kamenná
- Kolšov
- Kosov
- Lesnice
- Leština
- Lukavice
- Nemile
- Postřelmov
- Postřelmůvek
- Rájec
- Rohle
- Rovensko
- Svébohov
- Štíty
- Vyšehoří
- Zábřeh
- Zborov
- Zvole

## Obyvatelstvo
| Rok  | Obyv.  | ± %    |
| ---- | ------ | ------ |
| 1869 | 30 376 | —      |
| 1880 | 30 982 | +2 %   |
| 1890 | 31 561 | +1,9 % |
| 1900 | 32 405 | +2,7 % |
| 1910 | 33 029 | +1,9 % |

| Rok  | Obyv.  | ± %    |
| ---- | ------ | ------ |
| 1921 | 31 989 | −3,1 % |
| 1930 | 33 438 | +4,5 % |
| 1950 | 26 065 | −22 %  |
| 1961 | 28 255 | +8,4 % |
| 1970 | 29 613 | +4,8 % |

| Rok  | Obyv.  | ± %     |
| ---- | ------ | ------- |
| 1980 | 33 337 | +12,6 % |
| 1991 | 33 935 | +1,8 %  |
| 2001 | 33 929 | −0 %    |
| 2011 | 33 223 | −2,1 %  |
| 2021 | 32 210 | −3 %    |